# ریچل، جک و همین‌طور اشلی
ریچل، جک و همین‌طور اشلی (به انگلیسی: Rachel, Jack and Ashley Too)، سومین و آخرین قسمت از فصل پنجم مجموعه آنتولوژی علمی‌تخیلی بریتانیایی آینه سیاه است. فیلم‌نامه این قسمت توسط خالق سریال آینه سیاه یعنی چارلی بروکر نوشته شده و آن سویتسکی وظیفه کارگردانی آن را برعهده داشته‌است. ریچل، جک و همین‌طور اشلی مثل دو اپیزود دیگر فصل پنجم در تاریخ ۵ ژوئن ۲۰۱۹ توسط نت‌فلیکس منتشر شد. مایلی سایرس، انگوری رایس و مدیسون دونپورت سه بازیگر اصلی این قسمت هستند. سایرس علاوه بر بازی، صداپیشگی شخصیت «همین‌طور اشلی» را نیز برعهده داشته‌است.

## داستان
ریچل دختر جوانی است که چندین سال پیش مادر خود را از دست داده و به همراه پدرش کوین و خواهرش جک که رابطه خوبی با او ندارد در یک خانه زندگی می‌کند. ریچل به موسیقی علاقه دارد و شیفته یک ستاره موسیقی پاپ به نام اشلی است. در طی یک برنامه تلویزیونی، اشلی یک عروسک هوشمند معرفی می‌کند که نامش «همین‌طور اشلی» است و بر اساس ظاهر و صدای وی طراحی شده‌است. ریچل پدرش را متقاعد می‌کند تا برای تولد پانزده سالگی‌اش به عنوان کادو یکی از این عروسک‌های هوشمند را دریافت کند. او به آرزویش می‌رسد. رابطه بین ریچل با عروسک به مرور از رابطه دو دوست فراتر رفته و این سرآغاز مشکلاتی برای اوست.

## بازیگران
- مایلی سایرس
- انگوری رایس
- مدیسون دونپورت
- دنیل استورات